# Greetje Kauffeld
Greetje Kauffeld (ur. 26 listopada 1939 w Rotterdamie) – holenderska wokalistka jazzowa.
W Niemczech znana jest przede wszystkim jako wokalistka szlagierowa. W 1961 roku reprezentowała Holandię podczas 6. Konkursu Piosenki Eurowizji w Cannes z utworem „Wat een dag”, z którym zajęła 10. miejsce.
W 1999 roku została odznaczona Orderem Lwa Niderlandzkiego.

## Dyskografia
- Hallo Paulchen! – Hallo Greetje!
- Sunday Melody, Rob Pronk’s Big Band, 1965
- And let the music play, 1973
- Back Together, 1973
- And let the music play (LP), 1974, reedycja w 2004
- He was a king uncorwned, 1976
- Some other spring, 1980
- My romance, 1987
- The song is you
- On my way to you, 1989
- European windows, 1992
- Greetje Kauffeld live at the Kölner Philharmonie with the Kölnmusik Big Band, 1993
- The real thing, 1994
- Uit liefde en respect voor George Gershwin, 1995
- Greetje Kauffeld meets Jerry van Rooijen with Jiggs Whigham and his RIAS BIG BAND, 1996
- Jeden tag da liebe ich dich ein kleines bischen mehr, 1997
- On the sunny side of swing, 1997
- My favourite ballads
- Dutch jazz giants volume 1, 1999
- Dreaming, 1999
- Play it again Paul, 2000
- Devil may care, 2002
- My shining hour, 2004